# Zenionidae

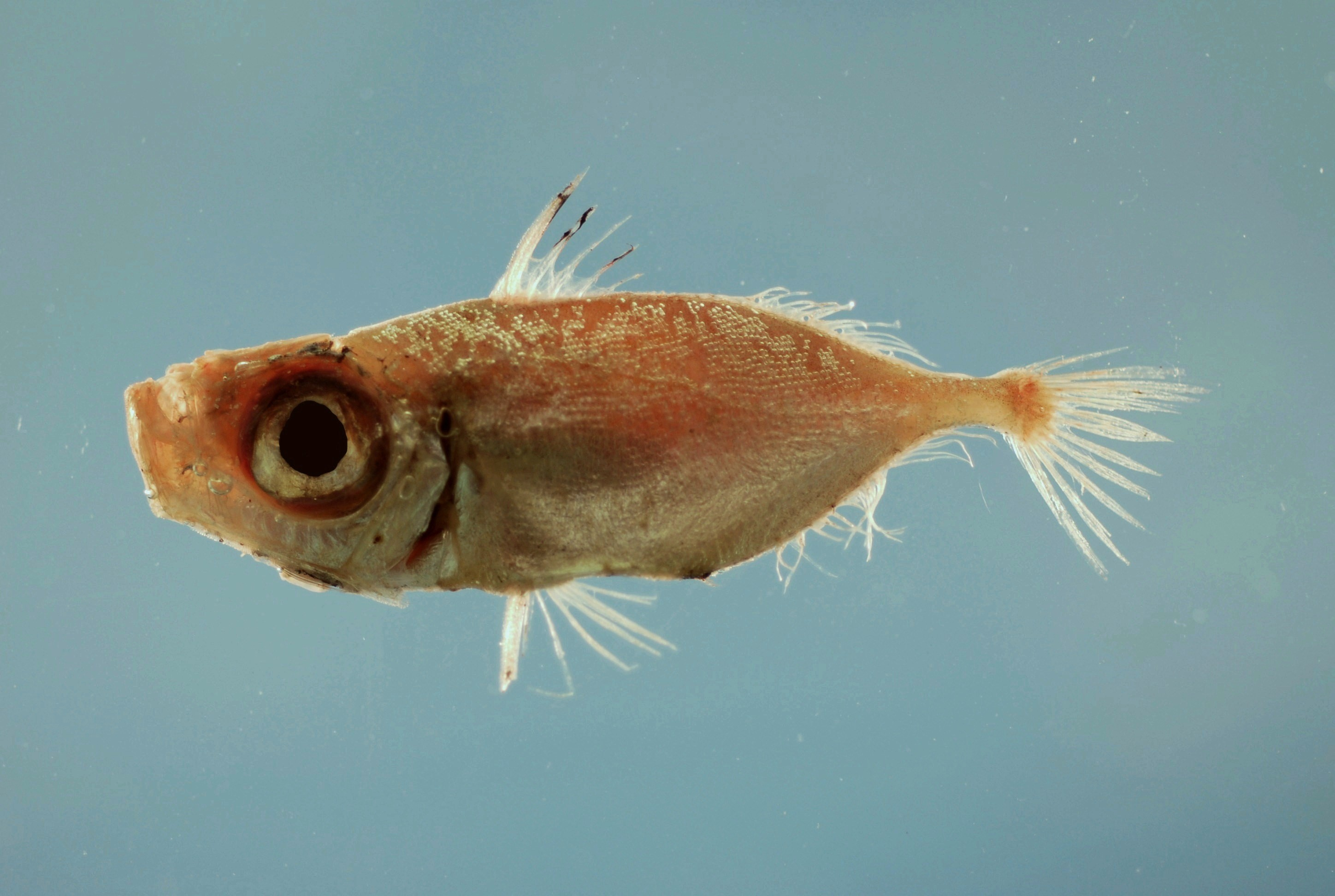
Zenion hololepis

Zenionidae è una famiglia di pesci ossei marini appartenente all'ordine Zeiformes.

## Distribuzione e habitat
La famiglia è diffusa in tutti gli oceani ma ha il maggior numero di specie nei mari sudafricani e nell'Oceano Pacifico occidentale tropicale. Non sono presenti nel mar Mediterraneo. Si trovano nel piano batiale, a profondità comprese tra i 300 e i 600 metri.

## Descrizione
Gli Zenionidae hanno corpo relativamente allungato, più che in qualunque altra famiglie dell'ordine Zeiformes. La bocca può allungarsi a tubo ed è armata di piccoli denti su entrambe le mascelle. Le pinne ventrali possiedono una spina molto lunga e robusta, seghettata. Pinna anale talvolta priva di raggi spinosi, se presenti sono 1 o 2, deboli. Una sola linea laterale.
Pesci di piccole dimensioni che si aggirano sui 7–15 cm.

## Biologia
Ignota.

## Specie
- Genere Capromimus
  - Capromimus abbreviatus
- Genere Cyttomimus
  - Cyttomimus affinis
  - Cyttomimus stelgis
- Genere Zenion
  - Zenion hololepis
  - Zenion japonicum
  - Zenion leptolepis
  - Zenion longipinnis[2]